# La Rencontre imprévue

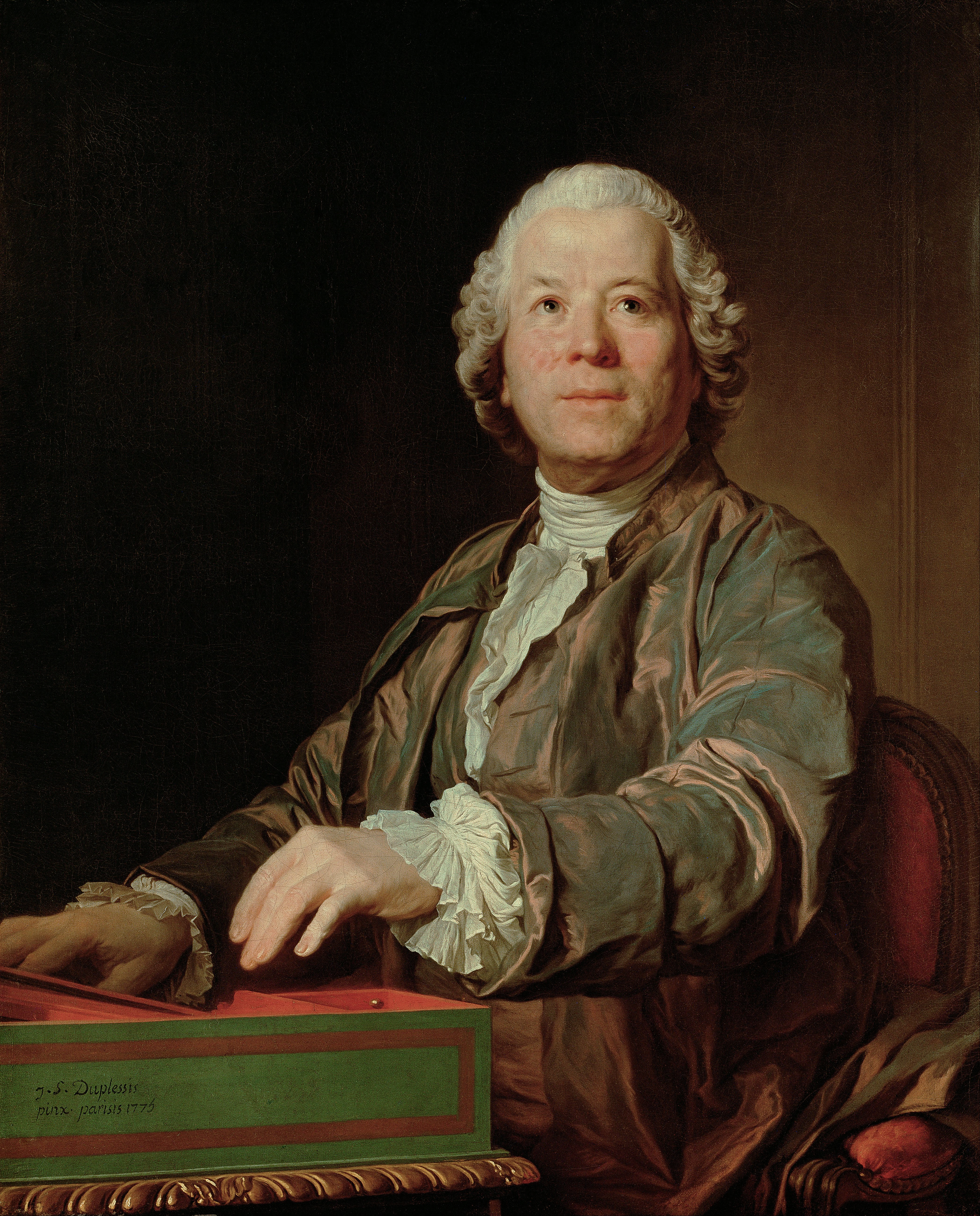
Christoph Willibald Gluck

La Rencontre imprévue ou Les Pèlerins de la Mecque  (Det oväntade mötet eller Pilgrimernas resa till Mecka) är en opera (Comédie mêlée d'ariettes) i tre akter med musik av Christoph Willibald Gluck och libretto av Louis Dancourt efter Alain-René Lesages vaudeville Les pelerins de la Mecque (1726).

## Historia
Bland orientaliska "räddningsoperor" är Glucks opera den mest betydande föregångaren till Mozarts Enleveringen ur Seraljen. Musiken är kryddad turkisk janitsjarmusik. Det är dessutom Glucks längsta och, under 1700-talet, populäraste opéra comique. Operan hade premiär den 7 januari 1764 på Burgtheater i Wien och gjorde stor lycka även i Tyskland under titeln Die Pilgrimmen von Mecka. 

## Personer
- Rezia, Alis älskade, fånge hos Sultanen (sopran)
- Balkis, Rezias väninna (sopran)
- Dardané, Rezias väninna (sopran)
- Amine, Rezias väninna (sopran)
- Ali, Prins av Balsora (haute-contre)
- Osmin, Alis tjänare (tenor)
- Vertigo, en målare (baryton)
- Calender, en dervish (bas)
- Sultanen av Egypten (tenor)
- Baliks, haremsvakt (bas)

## Handling

### Akt I
Tjänaren Osmin möter dervishen Calender, som sjunger en tiggarsång. Osmin, som är utblottad, får goda råd om hur man tigger ("Les hommes pieusement/Unser dummer Pöbel meint"). Senare möter han den excentriske, franske målaren Vertigo. Utklädd som Calender agerar Osmin tiggare inför Ali men han avslöjas. Calender känner igen Ali som prinsen av Balsora. Ali söker efter den persiska prinsessan Rezia med vilken han är hemligt gift, men som har kidnappats av pirater. Haremsvakten Balkis berättar att sultanens favorithustru har sett Ali och vill möta honom i palatset. Ali spjärnar mot men mot löfte om mat övertalar Osmin sin husbonde att följa med.

### Akt II
I palatset lever Osmin livets glada dagar. Ali utsätts för förföriska övertalningar av haremsdamerna Dardané och Amine. Han står emot frestelserna, inget ska få komma emellan hans kärlek till Rezia. Det är i själva verket Rezia som har iscensatt det hela för att testa sin makes trohet. Deras ömma möte avbryts av Balkis som meddelar att sultanen oväntat har kommit tillbaka från jakten. Osmin för bort sällskapet till Calender.

### Akt III
Calender försäkrar sällskapet att de kan vara säkra i hans hus och föreslår att de ger sig av till Mecka som pilgimer. Men han blir väldigt intresserad när Osmin talar om den belöning som sultanen har utfäst för Rezias hemkomst. Trots Calenders förräderi slutar allt lyckligt. När sultanen inser vilka alla är ser han till att de får varandra.